# All In Brewing
All In Brewing är ett svenskt mikrobryggeri i Göteborg som startades 2013. Sin första öl "Big Lager" bryggdes tillsammans med italienska bryggeriet Toccalmatto, de har även gjort samarbetsöl med det norska bryggeriet Lervig och flera göteborgsbryggerier. 
All In brewing är ett så kallat fantombryggeri som brygger öl hos bryggerier vilka har överkapacitet. Efter att ha bryggt på flera bryggerier började All In Brewing våren 2015 brygga stadigvarande hos Brewski i Helsingborg, när deras kapacitet tog slut flyttade de på hösten vidare West Coast Bryggeri i Göteborg.. Efter en ny flytt till Lycke Bryggeri är de sedan våren 2017 hos Stigbergets Bryggeri. men brygger också hos Poppels Bryggeri i Jonsered.
All in Brewing står bakom ölfestivalen All In Beer Fest som de startades 2013 och äger tillsammans med Dugges Bryggeri barkedjan Brewers Beer Bar. Pelle Frost från All in Brewing blev nominerad till Årets Ölutvecklare 2015 och 2016.
I sortimentet finns öl som Hustle, SOMA, This IPA och Halvnelson.